# Доляшево
Доляшево (пол. Dolaszewo, нім. Hasenberg) — село в Польщі, у гміні Шидлово Пільського повіту Великопольського воєводства.
Населення — 1057 осіб (2011).
У 1975-1998 роках село належало до Пільського воєводства.

## Демографія
Демографічна структура станом на 31 березня 2011 року:
|          | Загалом | Допрацездатний вік | Працездатний вік | Постпрацездатний вік |
| -------- | ------- | ------------------ | ---------------- | -------------------- |
| Чоловіки | 522     | 146                | 360              | 16                   |
| Жінки    | 535     | 141                | 347              | 47                   |
| Разом    | 1057    | 287                | 707              | 63                   |